# Calamus farinosus
Calamus farinosus là loài thực vật có hoa thuộc họ Arecaceae. Loài này được Linden mô tả khoa học đầu tiên năm 1872.